# 馮大任
馮大任（？—？），號肖岩，四川嘉定州军籍。

## 生平
萬曆四十六年（1618年）戊午科四川鄉試第四十五名舉人。万历四十七年（1619年）聯捷己未科進士，刑部觀政，四十八年授江西高安知縣，天啓二年考察，補威县，四年降補山東副理问，五年升渭南知縣，七年官西安府同知，以赃私狼戾，贪墨最著稱。弘光时，劉孔昭荐举循良卓异，内有冯大任。

## 家族
曾祖馮敖，武生。祖父馮萬景。父馮奇。